# Justiției (cartier în Constanța)
Justiției este un cartier din Constanța, care are ca ax principal strada Justiției. Este un cartier de case naționalizate învecinat cu cartierele Medeea, Zona Industrială și Palas.

 Acest articol despre o localitate din județul Constanța este deocamdată un ciot. Puteți ajuta Wikipedia prin completarea lui.